# 齐格飞·吉尔菲艾斯
齐格飞·吉尔菲艾斯（日文：ジークフリード・キルヒアイス，德文：Siegfried Kircheis），为日本作家田中芳树所著SF小说《银河英雄传说》中的人物。

## 概要
齐格飞·吉尔菲艾斯是银河帝国皇帝莱因哈特·冯·罗严克拉姆的挚友、心腹，两人自幼年时期便相识，莱因哈特将他视为自己的“半身”。吉尔菲艾斯为人正直且谦逊温和，与莱因哈特过于锐利的一面形成了很好的互补。他具有杰出的军事才能和政治远见，生前军衔为一级上将，死后追封为帝国元帅兼任帝国三长官之职。旗舰为红色战舰巴尔巴洛沙 (Barbarossa，德语指红胡子，是神圣罗马帝国皇帝腓特烈一世的绰号）。

## 生平
齐格飞·吉尔菲艾斯出身普通中产家庭，因莱因哈特搬到隔壁而与其相识。因为莱因哈特觉得齐格飞这个名字过于俗气，所以一直称呼他为吉尔菲艾斯。在二人首次相见时，莱因哈特的姐姐安妮罗洁也出现了，安妮罗洁称呼他为“齐格”。吉尔菲艾斯对安妮罗洁一直抱有倾慕之情，因为安妮罗洁的托付而暗自立下誓言，始终陪伴在莱因哈特左右，以生命保护他。在莱因哈特的邀请下，两人一同在帝国军幼年学校就读。虽然莱因哈特的总成绩是第一名，但吉尔菲艾斯在射击、肉搏战还有驾驶技术方面的成绩是学年第一（见《白银之谷》），二人毕业后一同进入军队。

入伍后吉尔菲艾斯一直担任莱因哈特的副官，虽然莱因哈特认为两人是平等的友人，但周围的人都将吉尔菲艾斯视为莱因哈特的“家臣”。吉尔菲艾斯本人并不在意权力与地位，“认为只要莱因哈特和安妮罗杰承认他存在的价值就足够了，其它的并不重要”。“他要求自己必须扮演缓和莱因哈特刚烈性格的角色，所以在处理事情方面要比莱因哈特来的审慎周密”，因此也一直在莱因哈特身边扮演劝谏者的角色（见《朝之梦、夜之歌》）。

帝国历487年首次以司令官身份出征，在平定卡斯特罗普动乱的过程中首次使用导向性杰夫粒子，成为军事史上一大创举，并最终以十天无流血的结局平定了卡斯特罗普动乱。吉尔菲艾斯本人有卓越的才干，多位将领包括杨文里在内都对其有不俗的评价。在亚姆立札星域会战后，他作为帝国军交换俘虏的代表前往伊谢尔伦与杨威利会面。在被莱因哈特提拔为一级上将之后，吉尔菲艾斯长期驻扎在边境星域，在这其间一共打了六十多场仗，场场皆胜。他在莱因哈特授意之下指挥着占全军三分之一的其它机动舰队，在边境占领地的行政治理方面也得到充分授权，因此竟有人戏称他是“边境星域之王”（见《野望篇》）。

吉尔菲艾斯对莱因哈特在威斯塔特屠杀事件中袖手旁观的处理方式感到不满，二人产生严重分歧。莱因哈特采纳参谋长巴尔·冯·奥贝斯坦的建议，对贵族联合军屠杀威斯塔特行星居民的事袖手旁观，以此作为政治宣传，证明贵族没有统治宇宙的资格，该处理方式更有利于早日迅速地确立罗严克拉姆霸权。吉尔菲艾斯当面质问莱因哈特后，两人意识到相互之间的平等关系已经不复存在，二人之间应止步于主君和部属的关系。在秃鹰之城的胜利庆典中，莱因哈特采纳奥贝斯坦建议，取消了吉尔菲艾斯往日可以随时携带武器的特权。奥贝斯坦本人并非不认可或嫉妒吉尔菲艾斯的才能，但他认为军中不应该有功高震主的“第二人”，霸主也不应该有私情（见《黎明篇》），因此反对吉尔菲艾斯因与莱因哈特的私交而持有特权。在没有武器的状态下，吉尔菲艾斯为保护莱因哈特而被刺杀者安森巴哈使用激光枪射穿颈动脉，流血而亡，时年21岁。吉尔菲艾斯的死对莱因哈特造成了重大打击，失去挚友的莱因哈特更加执著于把宇宙掌握在自己手中，以填补自己内心的空虚。吉尔菲艾斯的墓碑上只有姓名、生卒年和“我的朋友（Mein Freund）”，但莱因哈特将他与姐弟三人的合照及头发作为信物随身携带，并把自己的儿子命名为亚历山大·齐格飞·冯·罗严克拉姆，以表达对挚友的怀念。

## 履历
- （帝国历482年）卡布契兰加行星，由准尉升任少尉
- （帝国历482年）驱逐舰哈梅尔二号，担任保安主任，少尉
- （帝国历483年）军务省监察局内勤工作，少尉
- （帝国历484年）帝都宪兵队本部，上尉
- （帝国历485年）凡佛利特会战，晋升为少校
- （帝国历485年）第六次伊谢尔伦要塞保卫战，少校
- （帝国历486年）第三次迪亚马特会战，升任中校
- （帝国历486年）第四次迪亚马特战役，中校
- （帝国历487年）亚斯提星域会战，升任少将
- （帝国历487年）平定卡斯特罗普动乱，少将
- （帝国历487年）亚姆立札星域会战，中将
- （帝国历487年）皇帝驾崩，罗严克拉姆伯爵晋升为侯爵后，将吉尔菲艾斯提拔为一级上将，并任命他担任宇宙舰队副司令长官
- （帝国历488年）奇霍伊萨星域会战，一级上将（担任指挥官）

## 外貌
“近乎一九０公分的均整修长身材，有着如刀匠所打造的军刀般的强韧，自然卷的头发，红得有如以红宝石溶成的水所染一般”（见《击碎星辰的人》）。

“留着火红色头发的吉尔菲艾斯，在莱因哈特的光芒下虽然略显黯淡，但也绝对称得上是俊秀之姿”（见《白银之谷》）。

## 配音
- 广中雅志（OVA/剧场版）
- 子安武人（剧场版黄金之翼）
- 梅原裕一郎/蓝原琴美(少年期)（银河英雄传说 Die Neue These）
- 香港:曾秉辉